# Barkowice Mokre
Barkowice Mokre – wieś w Polsce położona w województwie łódzkim, w powiecie piotrkowskim, w gminie Sulejów, znajdująca się w granicach Sulejowskiego Parku Krajobrazowego. 
W latach 1975–1998 miejscowość administracyjnie należała do województwa piotrkowskiego.
Ze względu na swoje usytuowanie nad Jeziorem Sulejowskim miejscowość stała się ośrodkiem turystycznym, odwiedzanym głównie przez mieszkańców Łodzi i okolic. Nad Zalewem Sulejowskim znajduje się przystań z możliwością wypożyczenia sprzętu wodnego. We wsi pomnik poległych i pomordowanych żołnierzy Armii Krajowej, na uroczystości odsłonięcia pomnika był obecny ówczesny wiceminister obrony narodowej Romuald Szeremietiew.

## Zabytki
Stanowisko wielokulturowe: Osada otwarta z okresu późnorzymskiego III-IV w. oraz osada obronna z okresu wczesnego średniowiecza VI-IX w.